# Léster Morgan
Léster Morgan Suazo (Santa Cruz, 2 de mayo de 1976 - San Rafael, 1 de noviembre de 2002) fue un futbolista costarricense. Jugaba de portero.

## Inicios
Léster nació el 2 de mayo de 1976 en Santa Cruz, lugar donde desde niño dio los primeros pasos en su gran pasión futbolera. 
Antes de consolidarse como hombre del marco, Morgan probó suerte como líbero y como delantero, hasta encontrar que el puesto de los guantes era el suyo. 
Con buen olfato para detener penales y con gran capacidad de liderazgo, Morgan se hizo de un lugar en la titular de los florenses, desde donde dio el salto a la Tricolor y al exterior en la primera A del fútbol mexicano. 
Léster Morgan apareció en los Juegos Nacionales de Santa Cruz 1994 y destacó con el equipo local, al punto que ganó el oro en la final contra Puntarenas, por 1 a 0.
En 1995 participó en la Copa Mundial de Fútbol Juvenil de 1995 en Catar, este fue uno de los momentos más relevantes de su carrera. También participó en el Preolímpico de Canadá en 1996.

### Debut en laPrimera División
Su debut en la Primera División lo hizo con la Asociación Deportiva Guanacasteca, el 10 de septiembre de 1995 en el estadio Pedregal, en ese momento cayeron ante Belén 1 a 3. Jugó 65 minutos.
Tras actuar solo una temporada con los pamperos, pasó a jugar con el Club Sport Herediano en la temporada 1996-97. Allí completó tres campañas con los florenses, antes de dar el salto al fútbol internacional. Pasó a integrar el club los Venados de Yucatán, en la Primera A de México. Solo actuó allí en el torneo 1999-2000. 

### Último partido enPrimera División
Su último partido oficial en la Primera División. Fue ante el Cartaginés, el 18 de agosto de 2002. Ese día le rechazó un penal a Danny Fonseca (minuto 10) y salió lesionado en el segundo tiempo. Herediano ganó 3 a 2 en el estadio Fello Meza de Cartago. En siete temporadas en Costa Rica, completó 185 partidos, recibió 213 goles, fue expulsado en tres oportunidades y detuvo siete penales.

## Selección mayor
Debutó con la Selección de Costa Rica ante Jamaica (9 a 0), el 24 de febrero de 1999. Realizó cinco juegos de clase A. Su última aparición con la Tricolor fue en Corea del Sur (cayó 0 a 2), el 20 de abril del 2002

## Vida personal
Morgan tuvo una crianza humilde en Tamarindo, Costa Rica. Fue criado por una madre soltera, Victoria, y su tía, Miriam. Morgan fue descrito como alguien que no conocía extraños, divertido, innovador, amable y encantador. El fútbol era el escape de Morgan del mundo y persistió en practicar todos los días, ya fuera solo o con otros. En 1998, Morgan se casó con María Ryan, con quien tuvo una hija. Aunque su carrera iba en ascenso, destacada por su participación con la selección nacional de Costa Rica en la  Copa Mundial de la FIFA 2002, sufrió una serie de lesiones que provocaron cambios en su comportamiento.

## Muerte
Morgan se suicidó el 31 de octubre de 2002 en San Rafael de Heredia. Su muerte sacudió el corazón de Costa Rica.  El motivo de su suicidio se ha especulado en toda Costa Rica, aunque se sospecha que pudo haber estado relacionado con encefalopatía traumática crónica. También se especuló en su momento que debido a cuestiones económicas a nivel familiar y de pareja se vio agobiado y tomó la drástica decisión de suicidarse.

## Clubes
| Club               | País       | Año         |
| ------------------ | ---------- | ----------- |
| A.D Guanacasteca   | Costa Rica | 1995-1996   |
| C.S Herediano      | Costa Rica | 1996-1999   |
| Venados de Yucatán | México     | 1999 - 2000 |
| C.S Herediano      | Costa Rica | 2000-2002   |

## Palmarés

### Títulos nacionales
| Título                         | Equipo                            | País       | Año     |
| ------------------------------ | --------------------------------- | ---------- | ------- |
| Segunda División de Costa Rica | Asociación Deportiva Guanacasteca | Costa Rica | 1994-95 |

### Títulos internacionales
| Título               | Equipo                  | Sede       | Año  |
| -------------------- | ----------------------- | ---------- | ---- |
| Copa Centroamericana | Selección de Costa Rica | Costa Rica | 1999 |